# Elizabeth Catlett
Elizabeth Catlett (auch Elizabeth Catlett Mora; * 15. April 1915 in Washington, D.C.; † 2. April 2012 in Cuernavaca, Mexiko) war eine US-amerikanisch-mexikanische Künstlerin. Ein zentrales Thema ihrer Werke sind die afro-amerikanische Kultur und Identität. 

## Biografie

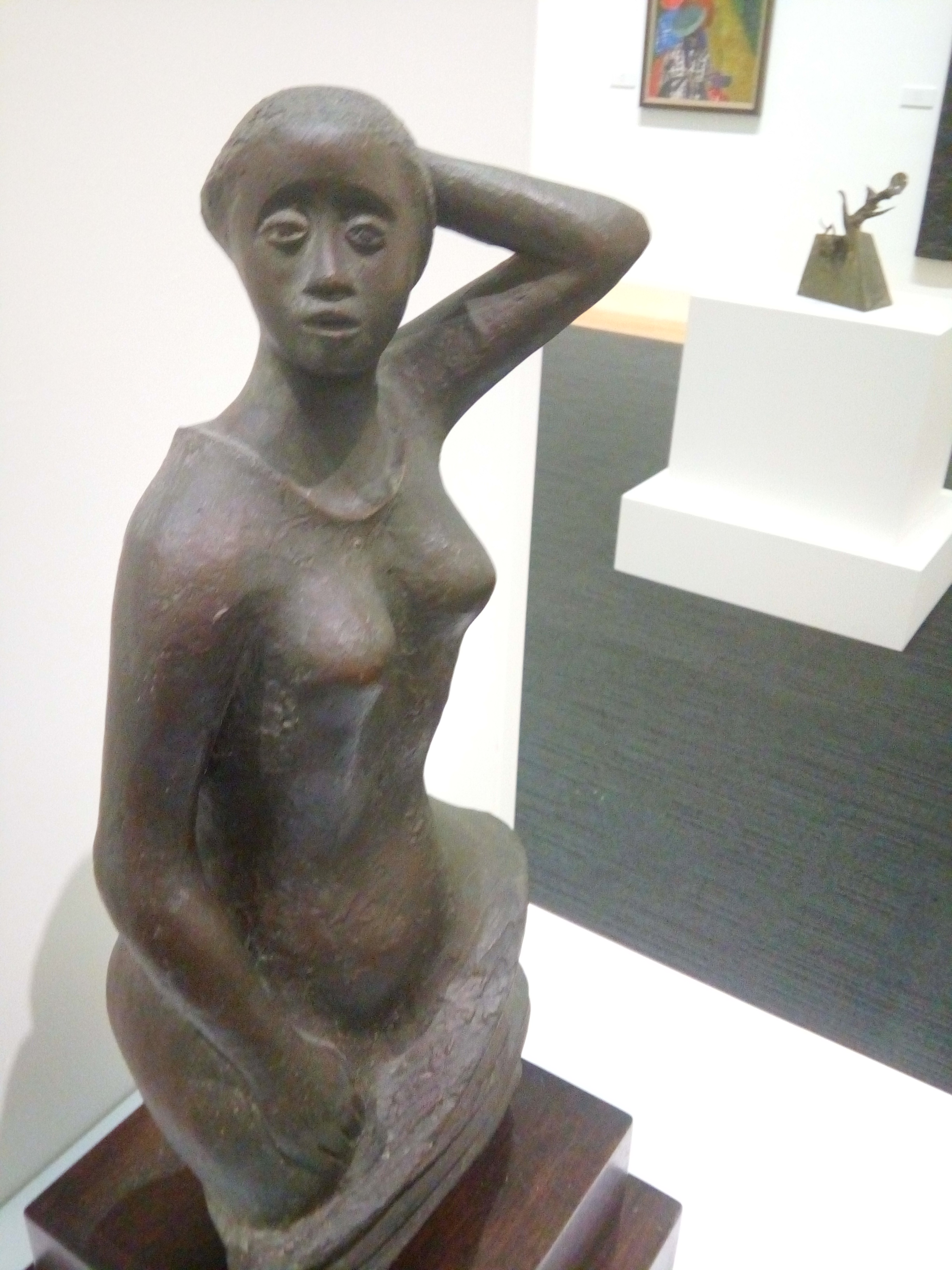
Weibliche Bronzeskulptur von Elizabeth Catlett aus der Kinsey African American Art and History Collection (2016)

Elizabeth Catlett wurde als drittes Kind einer Lehrerin und eines Mathematikprofessors in Washington D.C. geboren. Ihr Vater starb mehrere Monate vor ihrer Geburt. Ihre Mutter suchte im Auftrag der Schulbehörde Schulschwänzer auf, um für sich und die drei Kinder den Lebensunterhalt zu bestreiten. 
Catlett studierte Kunstwissenschaft bis 1936 an der Howard University in Washington, D. C. und erwarb hier den Grad „Bachelor of Arts“. Zu ihrer Studienzeit lehrten dort die Textilgestalterin und Malerin Lois Mailou Jones und der Druckgrafiker James Lesesne Wells.  Nach dem Abschluss unterrichtete sie zwei Jahre an öffentlichen Schulen in Durham in North Carolina.
Da sie eine Universitätslaufbahn anstrebte, studierte sie ab 1938 an der University of Iowa, wo sie 1940 mit dem Grad „Master of Arts“ abschloss. Hier war ihr Lehrer der Maler und Druckgrafiker Grant Wood. Sodann studierte sie Keramik am Art Institute of Chicago. Ferner studierte sie Lithographie an der Art Students League und Plastik bei Ossip Zadkine, beides in New York. Später war sie unter anderem Dozentin für Bildhauerei am Prairie View College in Texas, an der Williard University in New Orleans und am Hampton Institute in Virginia und Dozentin für Keramik an der Jefferson School in New York. 
Ab 1949 studierte sie Zeichnen und Malerei an der soeben aus der Academia de San Carlos hervorgegangenen Escuela Nacional de Artes Plásticas (ENAP) der Universidad Nacional Autónoma de México (UNAM). Sie trat der Taller de Gráfica Popular (Werkstatt der Volksgraphiker, TGP) bei. 1962 erhielt Catlett die mexikanische Staatsbürgerschaft. Sie hatte Francisco Mora geheiratet und bekam drei Kinder (Francisco * 1947, Juan * 1949 und David * 1951). Von 1955 bis 1966 leitete sie das Kollegium der ENAP. Von 1963 bis 1965 fungierte sie als Generalsekretärin der Taller de Gráfica Popular. 
Catlett ist Ehrendoktorin von sechs Universitäten. 2002 wurde sie in New York zum Mitglied (NA) der National Academy of Design gewählt.
Elizabeth Catlett erhielt zahlreiche internationale Preise, unter anderem den ersten Preis der American Negro Exhibition in Chicago und den zweiten Preis für Graphik an der University of Atlanta.
2023/2024 zeigte das Museum für Moderne Kunst in Frankfurt am Main die erste umfassende Werkschau von Elizabeth Catlett.
Ab dem 13. September 2024 bis zum 19. Januar 2025 zeigt das Brooklyn Museum eine Werkschau von Elizabeth Catlett.